# Victor Gaultier de Vaucenay
Prosper Victor Gaultier de Vaucenay (Laval, 25 mai 1819 - Laval, 1er juin 1894) est un homme politique français.

## Biographie
Il est le fils de Victor Gaultier de Vaucenay (1784-1836) et d'Anne Gombert de Pontenard (1789-1842).
Riche propriétaire terrien, il fait partie, pendant la guerre franco-prussienne de 1870, du comité de défense de Laval.
Elu aux Élections législatives de 1871, il est représentant de la Mayenne de 1871 à 1876, siégeant dans les rangs légitimistes.
Sans antécédents politiques, il appartient au parti légitimiste et se fait inscrire à la réunion Colbert. Il vote en faveur de la paix et pour les prières publiques, l'abrogation des lois d'exil, la circulaire Pascal relative aux journaux officieux, la démission d'Adolphe Thiers, la prorogation des pouvoirs du maréchal Mac-Mahon et le maintien de l'état de siège, la loi sur la nomination des maires.
Il vote en faveur du Gouvernement Albert de Broglie, contre l'amendement de Marcel Barthe, la dissolution de l'Assemblée et l'amendement Duprat qui voulait le Sénat électif comme la Chambre.
Il échoue aux Élections sénatoriales de 1876. Dévoué à la classe ouvrière, il fait pour elle, soit comme membre de la commission des hospices de Laval, soit comme propriétaire, des sacrifices généreux.

## Famille
Il épouse en premières noces, le 24 janvier 1848, Françoise Renée Guyard (1826-1855), fille d'Auguste Guyard et de Françoise Renée Lucie Aubert. Ils ont cinq enfants :
- Victor Gaultier de Vaucenay (20 décembre 1848 - 29 janvier 1868), célibataire, sans enfants ;
- Georges Gaultier de Vaucenay (6 décembre 1849 - 29 octobre 1873), célibataire, sans enfants ;
- Louis Maurice Robert de Massy (30 août 1851 - 4 février 1917) épouse Marie Henriette Jacqueline de Serre de Saint-Roman (11 octobre 1855 - 1er mars 1925), dont descendance ;
- Marie Gaultier de Vaucenay (31 août 1851 - 26 décembre 1851), célibataire, sans enfants ;
- Marie Berthe Gaultier de Vaucenay (4 mars 1855 - 23 avril 1856), célibataire, sans enfants.

Il épouse en secondes noces, le 31 mai 1860, Marie Louis Adrienne Le Vavasseur (1832-1910), fille d'Adrien Henri Edmond Le Vavasseur et d'Adrienne Françoise Eulalie Gard. Ils n'ont pas d'enfants.